# Epicimelia
Epicimelia is een geslacht van vlinders van de familie Axiidae.

## Soorten
- E. malatyiensis (Amsel, 1979)
- E. schellenhornae (Amsel, 1979)
- E. theresiae Korb, 1900
- E. tischendorffi Bang-Haas, 1927